# 奥莱·罗梅尼
奥莱·伦纳德·特哈尔·罗梅尼 (Ole Lennard ter Haar Romenij ，2000年6月20日—)，俗称奥莱·罗梅尼 (Ole Romeny )，是一名职业足球运动员，司职前锋，他生于荷兰，他的外祖母出生于荷屬東印度北苏门答腊省棉兰。 因此罗梅尼有资格代表印度尼西亞國家足球隊参加国际比赛。 他一度是荷兰足球乙级联赛历史上领到红牌的最年轻球员。后来他贏得申诉，紅牌被撤销。 2025年2月8日，罗梅尼获得印度尼西亚国籍。 
截至2025年時他效力于英格蘭足球冠軍聯賽俱乐部牛津联足球俱乐部，並代表印度尼西亞國家足球隊參加2026年国际足联世界杯亚洲区预选赛。